# 警用厢型车

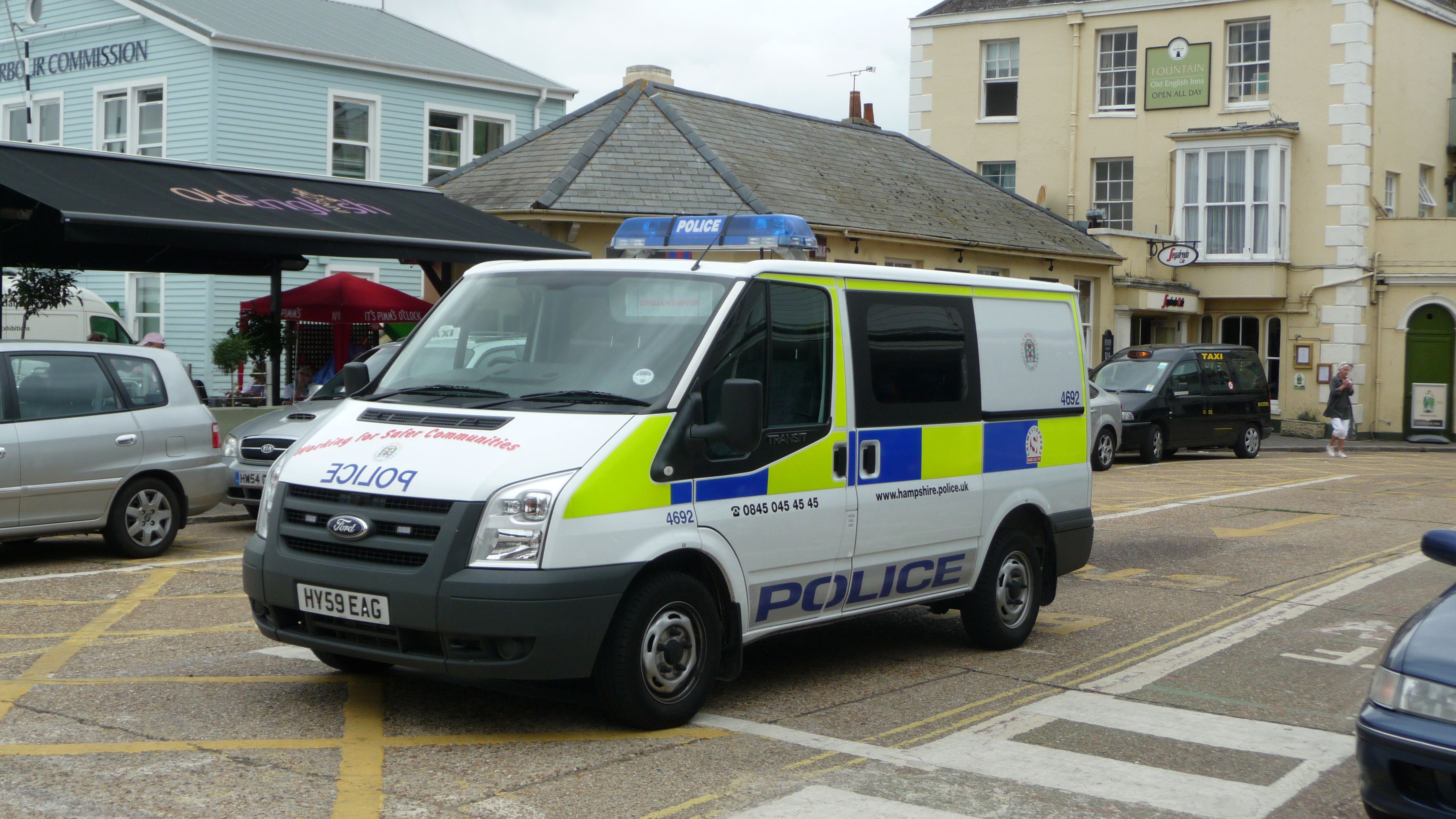
一辆警用厢型车

警用厢型车（Police van）是警用车辆的一种，即由警察使用的厢型车。警用厢型车的功能包括运输囚犯，以及安防巡逻等等。警用厢型车的前身是一种大型的警用马车。弗兰克·福勒·卢米斯（Frank Fowler Loomis）是第一个为这种大型马车装上发动机的人。